# 奈良県道200号慈恩寺桜井線
奈良県道200号慈恩寺桜井線（ならけんどう200ごう じおんじさくらいせん）は、奈良県桜井市を通る一般県道である。

## 概要
桜井市大字慈恩寺から桜井市大字川合に至る。
国道165号と、JR西日本桜井線・近鉄大阪線 桜井駅北口をはじめとした桜井市街、国道169号を短絡して結ぶ役割を持つ。

### 路線データ
- 起点：桜井市大字慈恩寺（慈恩寺交差点、国道165号交点）
- 終点：桜井市大字川合（川合交差点、国道169号交点）

## 地理

### 通過する自治体
- 奈良県
  - 桜井市

### 交差する道路
| 交差する道路 | 交差する場所 | 交差する場所        |
| ------------ | ------------ | ------------------- |
| 国道165号    | 大字慈恩寺   | 慈恩寺交差点 / 起点 |
| 国道169号    | 大字川合     | 川合交差点 / 終点   |

### 交差する鉄道
- 桜井線

### 沿線
- 近鉄大阪線 大和朝倉駅
- 桜井市立城島小学校
- 奈良県立桜井高等学校
- JR西日本桜井線・近鉄大阪線 桜井駅